# Actini
L'actini és un element químic de símbol Ac i nombre atòmic 89. Fou aïllat per primera vegada el 1902 pel químic alemany Friedrich Oskar Giesel i anomenat pel francès André-Louis Debierne el 1900 que informà del seu descobriment, fet que actualment es posa en dubte. La seva configuració electrònica és [Rn] 6d¹ 7s², la qual cosa el situa al grup 3 i període 7è de la taula periòdica. És un element de la sèrie de les terres rares i dona nom a la sèrie dels actinoides, constituïda pels catorze elements que el segueixen a la taula periòdica, del tori (Z = 90) al lawrenci (Z = 103).

## Història

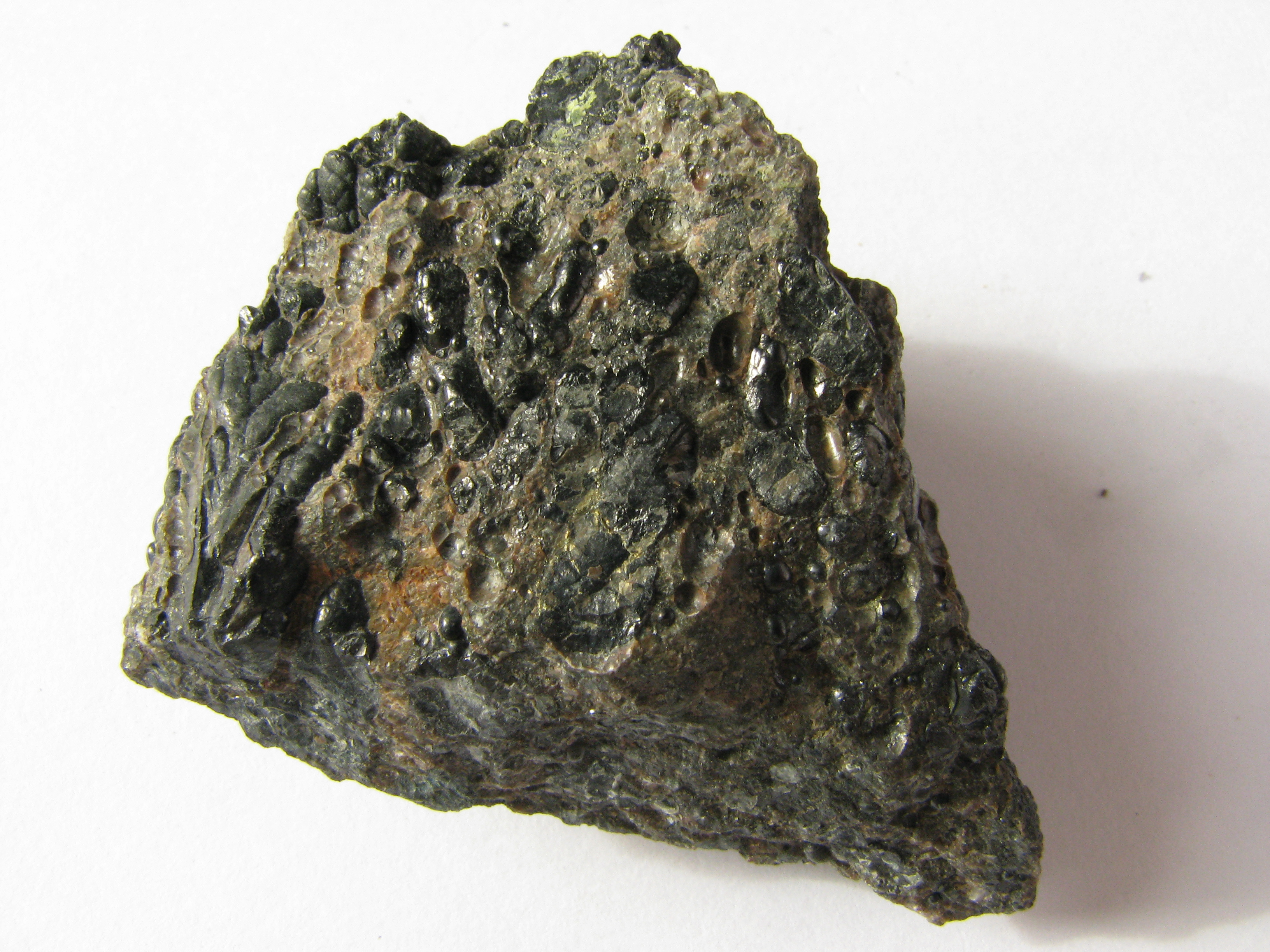
Pechblenda de Jáchymov, actual Txèquia.

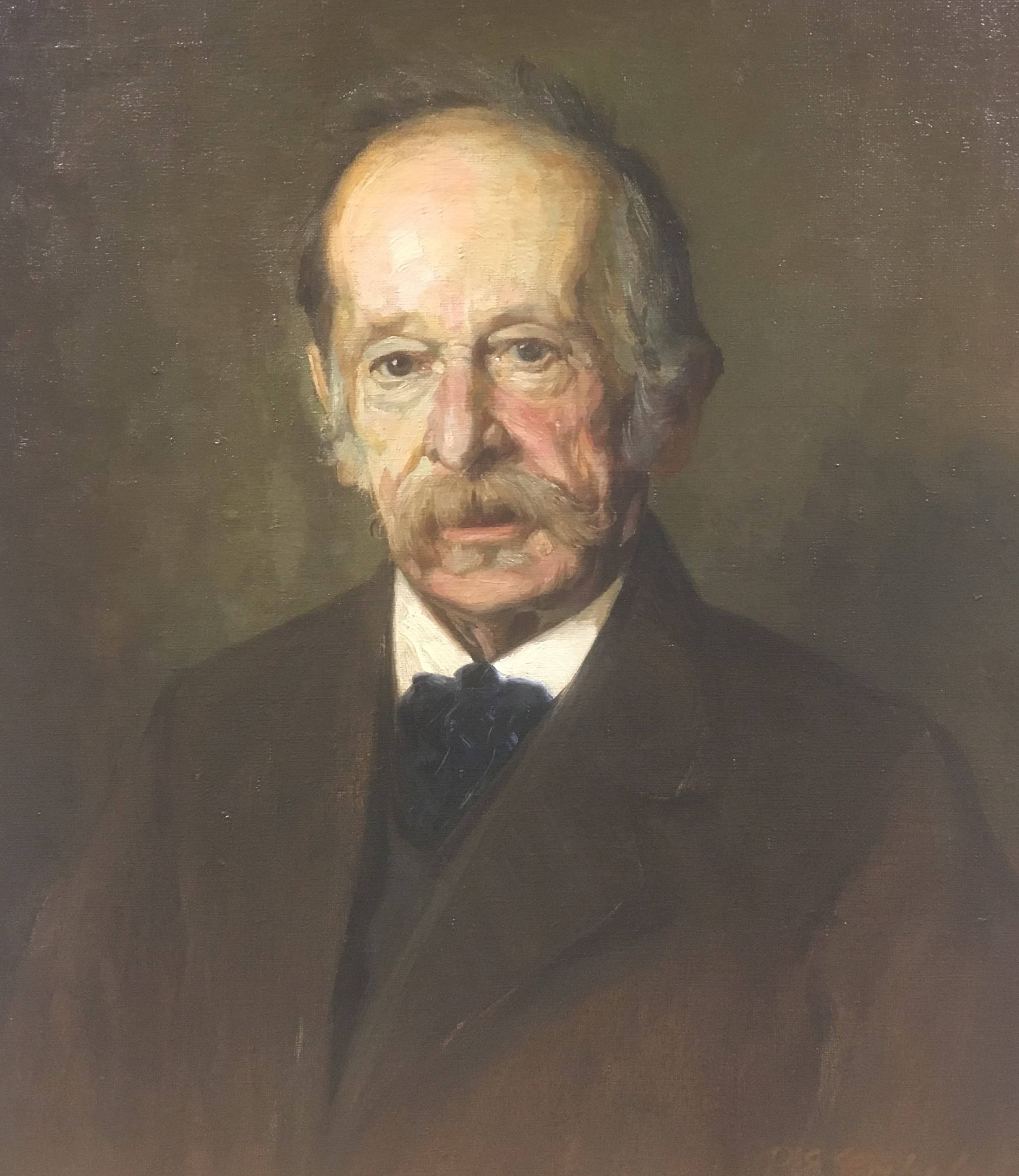
Friedrich Oskar Giesel.

La descoberta de l'actini fou comunicat el 1899 per André-Louis Debierne (1874–1949), un col·laborador de Pierre Curie (1859–1906) i Marie Curie (1867–1934). Debierne cercà altres elements químics a la pechblenda de Jáchymov, una varietat del mineral uraninita, on els Curies ja hi havien descobert el poloni (1898) i el radi (1898). L'estratègia de Debierne era cercar elements químics amb propietats diferents dels ja descoberts. El 1899 informà de l'aïllament d'un nou element, que amplià 1900 i l'anomenà «actini», del grec ἀκτίς, -ῖνος aktís, -înos 'raig de llum'.
Tanmateix hi ha dubtes sobre si les seves tècniques havien permès identificar correctament l'element. El que és clar, però, és que el químic alemany Friedrich Oskar Giesel (1852–1927) també estava investigant l'actini i, el 1902 l'aïllà, confirmant-ho en treballs posteriors. A causa de la resplendor que emanava, l'anomenà «emani». Giesel era un admirador dels Curie i, en conseqüència, no estava interessat a discutir la prioritat del descobriment d'un element radioactiu que havia sortit d'un laboratori tan prestigiós. Per tant, quan es fou evident que Debierne i Giesel treballaven sobre el mateix element, Giesel acceptà que la reivindicació del francès es mantingués prioritària, de manera que avui en dia l'element encara es coneix amb el nom que Debierne li donà.

## Abundància i obtenció

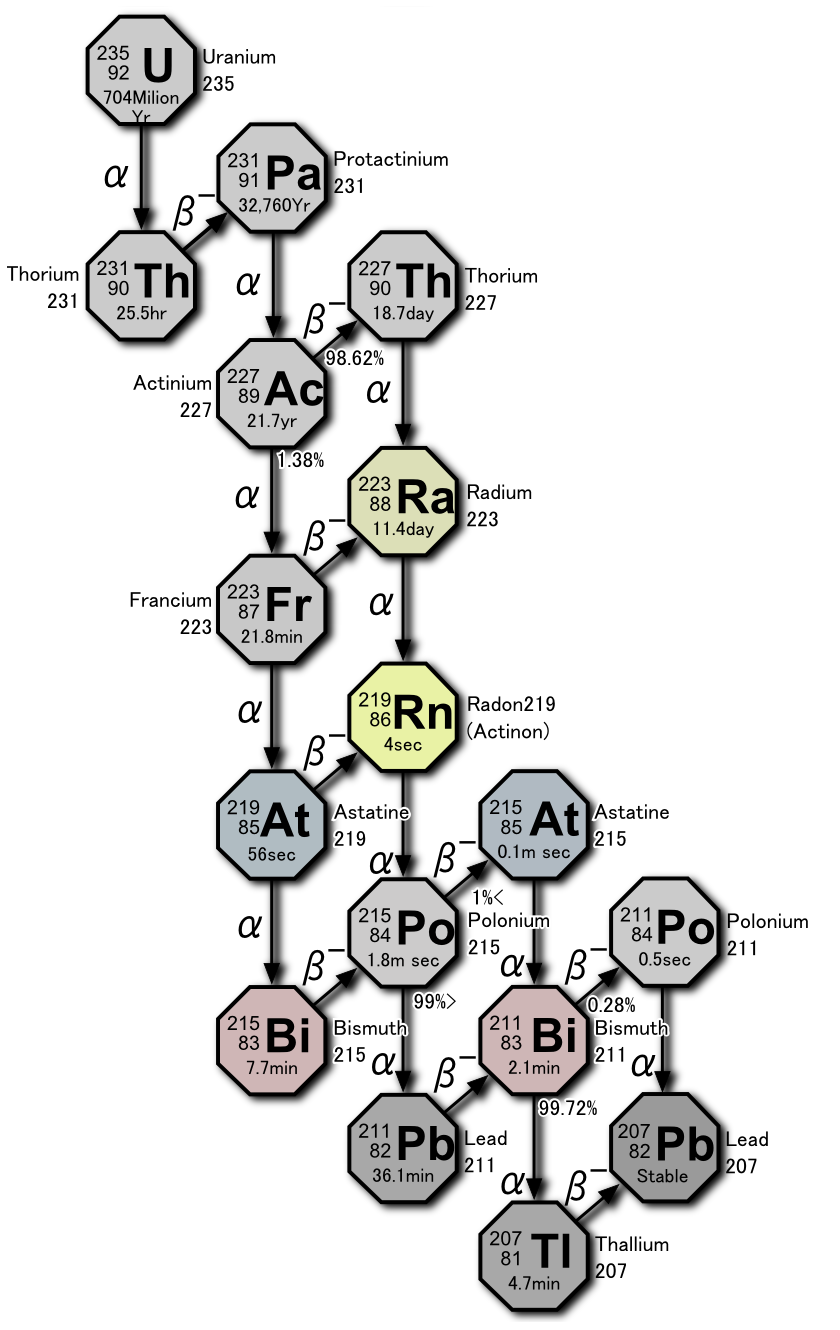
Cadena de desintegració 4n+3, de l'actini. El tercer radionúclid que es genera és l'actini 227.

L'actini es troba a l'escorça terrestre per desintegració radioactiva de diferents radionúclids primordials. A la cadena de desintegració 4n del tori, apareix en desintegrar-se el radi 228 per emissió d'una partícula beta, formant-se actini 228, amb una semivida de només 6,13 hores. Aquest isòtop es desintegra en tori 228 per emissió d'una partícula beta:
{\displaystyle {\ce {_88^228Ra -> _89^228Ac + _{-1}^0e}}}{\displaystyle {\ce {_89^228Ac -> _90^228Th + _{-1}^0e}}}
A la cadena de desintegració 4n + 1 del neptuni es genera actini 225 en desintegrar-se per emissió d'una partícula beta el radi 225. L'actini 225 té una semivida de deu dies i es desintegra per emissió d'una partícula alfa en franci 221:
{\displaystyle {\ce {_88^225Ra -> _89^225Ac + _{-1}^0e}}}{\displaystyle {\ce {_89^225Ac -> _87^221Fr + _{2}^4He}}}
Tanmateix la font principal es dona a la cadena de desintegració de l'urani 235, anomenada 4n + 3 de l'actini, i apareix com a producte de la desintegració del protoactini 231 per emissió d'una partícula alfa. Es forma l'isòtop actini 227, que té una semivida de 21,77 anys. Aquest isòtop es desintegra per emissió d'una partícula alfa (1,38 % dels casos), donant franci 223, o d'una partícula beta (98,62 % dels casos), en aquest cas produeix tori 227:
{\displaystyle {\ce {_91^231Pa -> _89^227Ac + _{2}^4He}}}{\displaystyle {\ce {_89^227Ac -> _87^223Fr + _{2}^4He}}}{\displaystyle {\ce {_89^227Ac -> _90^227Th + _{-1}^0e}}}
Es troben traces d'actini 227 en minerals d'urani. S'ha calculat que a l'escorça terrestre la concentració mitjana és de 5,7 × 10−10 ppm o mg/kg, la qual cosa equival a una quantitat total de 14 000 tones.
Comunament s'obtenen petites quantitats (de l'orde de mil·ligrams) bombardejant Ra-226 amb neutrons en un reactor nuclear:
{\displaystyle {\ce {_88^226Ra + _0^1n -> _88^227Ra -> _89^227Ac + _{-1}^0e}}}
El metall s'obté per mitjà de la reducció del fluorur d'actini amb vapor de liti a 1 100-1 300 °C.
{\displaystyle {\ce {AcF3(s) + 3 Li(g) -> 3 LiF(s) + Ac(s)}}}

## Propietats

### Propietats físiques

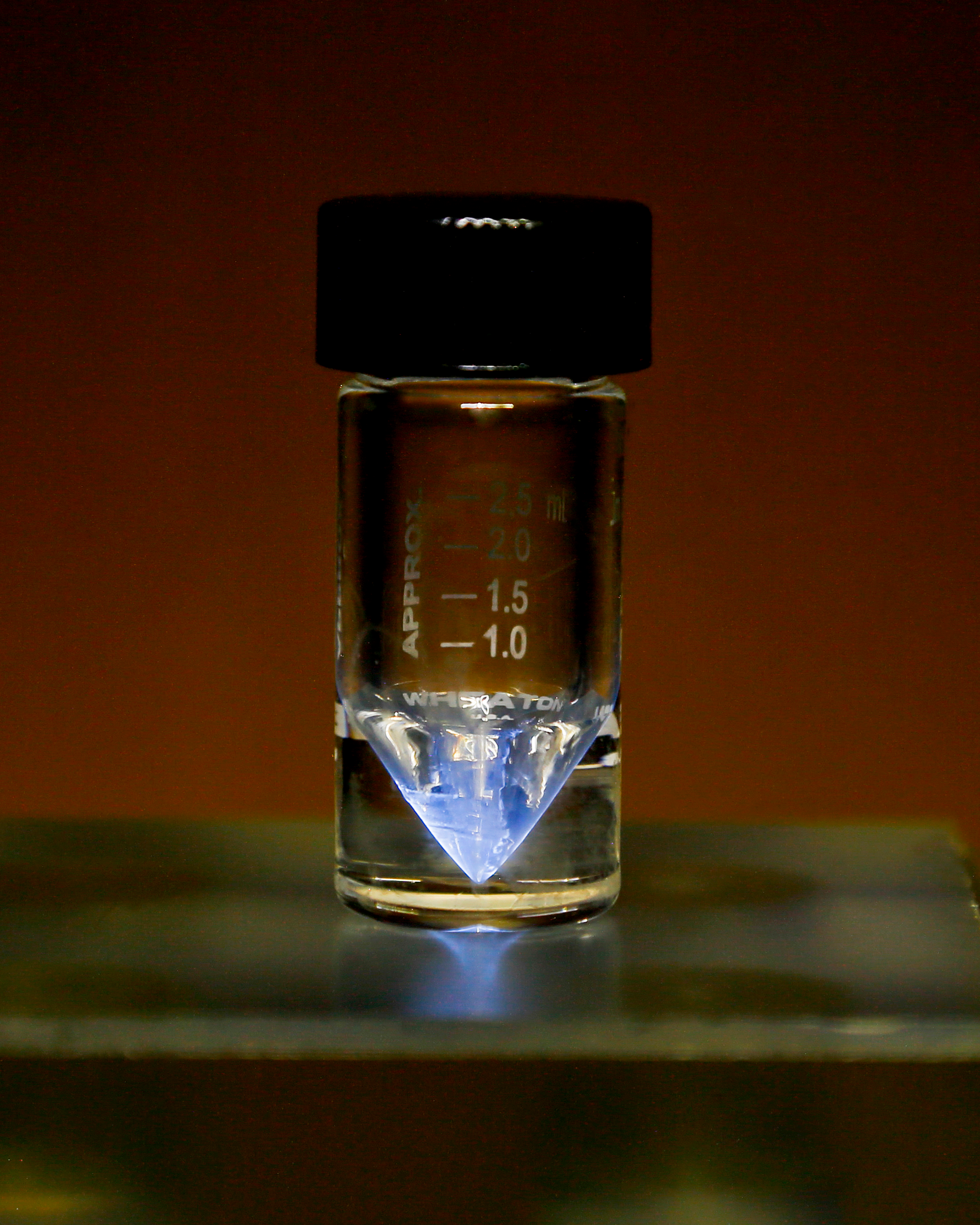
El radioisòtop mèdic actini 225 retingut en un vial. La resplendor blava que s'origina és deguda a la ionització de l'aire circumdant per partícules alfa.

És un element metàl·lic, radioactiu, de color argentat. S'ha calculat que la seva densitat és 10,07 g/m³, el punt de fusió és 1 050 °C i el punt d'ebullició 3 198 °C. La seva configuració electrònica és [Rn] 6d¹ 7s². A causa de la seva intensa radioactivitat, brilla en la foscor amb una llum blavosa. L'estructura cristal·lina de l'actini metall és cúbica centrada a la cara, amb una aresta de longitud a = 531 pm.

### Propietats químiques
Només l'estat d'oxidació +3, que té la configuració electrònica del radó, és estable en solució aquosa. Com a resultat, el catió {\displaystyle {\ce {Ac^3+}}} és diamagnètic sense electrons de valència en els orbitals 6d o 5f, cosa que fa que aquest catió no doni dissolucions acolorides. Una propietat única d'aquest catió és el seu gran radi iònic hexacoordinat de 113 pm; l'{\displaystyle {\ce {Ac^3+}}} és el catió trivalent més voluminós de la taula periòdica. La duresa química absoluta d'un catió, una altra propietat fonamental, és una mesura de la seva polarització. Les interaccions metall-lligand estan dictades pel principi àcid-base dur-tou, pel qual els ions “durs” interactuen més fortament amb els lligands “durs” i viceversa. Per tant, aquest principi dicta l'elecció de l'àtom de donant preferit per a un determinat ió metàl·lic. Utilitzant càlculs de la teoria funcional de la densitat, la duresa química d'{\displaystyle {\ce {Ac^3+}}} és de 14,5 eV. Aquest valor classifica {\displaystyle {\ce {Ac^3+}}} com un catió moderadament dur.
En contacte amb l'aire, l'actini metall s'oxida ràpidament a l'òxid d'actini {\displaystyle {\ce {Ac2O3}}}. El potencial estàndard de reducció és E0(Ac3+/Ac) = –2,13 V. Amb els halògens forma el fluorur d'actini {\displaystyle {\ce {AcF3}}}, el clorur d'actini {\displaystyle {\ce {AcCl3}}} i el bromur d'actini {\displaystyle {\ce {AcBr3}}}. També s'han sintetitzat l'oxiclorur d'actini {\displaystyle {\ce {AcOCl}}}, l'oxibromur d'actini {\displaystyle {\ce {AcOBr}}}, el sulfur d'actini {\displaystyle {\ce {Ac2S3}}}, el fosfat d'actini—aigua(2/1) {\displaystyle {\ce {AcPO4.1/2H2O}}}i l'oxalat d'actini—aigua(1/10) {\displaystyle {\ce {Ac2(C2O4)3.10H2O}}}.

## Isòtops
S'han descrit trenta-un isòtops de l'actini, que van de l'actini 206 a l'actini 236, tots ells radioactius. El que té una semivida o període de semidesintegració més llarg és l'actini 227 (T1/2 = 21,773 a), seguit de l'actini 225 (T1/2 = 10,0 d), l'actini 226 (T1/2 = 29,37 h), l'actini 228 (T1/2 = 6,15 h) i l'actini 224 (T1/2 = 2,78 h). Són naturals l'actini 227, l'actini 225 i l'actini 228, que es produeixen a les cadenes de desintegració 4n + 3 de l'actini, 4n + 1 del neptuni i 4n del tori, respectivament. La resta s'han obtingut a partir de reaccions nuclears o han estat observats en desintegracions d'elements sintetitzats.

## Aplicacions
La seva radioactivitat és de l'ordre de 150 vegades la del radi, fent-lo útil com a font de neutrons. Si es bombardeja actini 227 amb partícules alfa es produeix protoactini 230 i l'emissió d'un neutró:
{\displaystyle {\ce {_89^227Ac + _2^4He -> _91^230Pa + _0^1n}}}
En contrast amb els altres actínids, ha quedat clar durant les dues últimes dècades que l'aplicació més important de l'actini es troba dins l'àmbit de la medicina. Tot i que sembla contradictori amb la coneguda radiotoxicitat dels actinoides, l'ús clínic de l'actini 225 és una estratègia prometedora per al tractament del càncer i altres malalties, mitjançant una teràpia dirigida amb radionúclids. Aquest isòtop emet un total de quatre partícules alfa al llarg de la seva cadena de desintegració, amb una semivida curta (t1/2 = 9,92 dies), cosa que el fa compatible per a ús biològic. L'actini 225 emet una partícula α d'energia 5,8 MeV i es transforma en franci 221; aquest emet una partícula α de 6,3 MeV (t1/2 = 4,8 min) i forma àstat 217; aquest sofreix una nova desintegració en bismut 213 per emissió d'una altra partícula α de 7,1 MeV (t1/2 = 33 ms); finalment el bismut 213 es desintegra en un 2,2 % emetent radiació α de 5,9 MeV (t1/2 = 45,6 min) per a transformar-se en tal·li 209 (el 98 % dels casos la desintegració és per emissió d'una partícula β):
{\displaystyle {\ce {_89^225Ac -> _87^221Fr + _{2}^4He}}}{\displaystyle {\ce {_87^221Fr -> _85^217At + _{2}^4He}}}{\displaystyle {\ce {_85^217At -> _83^213Bi + _{2}^4He}}}{\displaystyle {\ce {_83^213Bi -> _81^209Tl + _{2}^4He}}}

Cadena de desintegració de l'actini 227. Fins que assoleix el plom 207 emet cinc partícules alfa i tres de beta (camí més probable).

En connectar químicament aquest isòtop a través d'un lligant quelant a un anticòs (una gran biomolècula que s'uneix selectivament i fortament als receptors de la superfície cel·lular de les cèl·lules canceroses), les partícules alfa que perjudiquen el contrari poden aprofitar-se estratègicament per destruir els tumors malignes. Els assaigs preclínics de disseny d'anticossos amb actini 225 han demostrat la utilitat terapèutica d'aquest isòtop i l'estratègia general. Els anticossos altament selectius estan ben desenvolupats i també s'estan realitzant esforços per a la producció a gran escala d'actini 225. Queda, però, una pregunta oberta sobre la manera més eficaç d'adherir químicament el catió {\displaystyle {\ce {Ac^3+}}} a l'anticòs dirigit a les cèl·lules canceroses. El desplaçament d'aquest catió abans de la seva arribada al lloc objectiu provocarà efectes secundaris tòxics derivats del dany no selectiu del teixit sa de les seves partícules alfa. La manca de progrés en química de l'actini ha dificultat el desenvolupament d'un agent quelant adequat. Una millor comprensió i comprensió de les propietats químiques d'aquest element facilitarà el disseny de nous lligands, cosa que permetrà desenvolupar productes radiofarmacèutics més segurs a base d'actini.

## Precaucions
L'actini 227 és extremament radioactiu (fins que assoleix l'isòtop estable plom 207 emet cinc partícules alfa i tres de beta pel camí més probable) i, tenint en compte els seus potencials efectes sobre la salut, és tan perillós com el plutoni. La seva ingesta, fins i tot en petites quantitats, pot causar danys molt greus.